# Alexander von Dörnberg (Politiker)
Alexander Freiherr von Dörnberg (* 24. Oktober 1801 in Hanau; † 6. Mai 1860 in Göttingen) war ein deutscher Diplomat und Politiker aus dem Adelsgeschlecht Dörnberg.

## Leben
Von Dörnberg war der Sohn des preußischen Kammerherren und Oberhofmeisters Friedrich Karl von Dörnberg (1754–1804) und dessen Ehefrau Henriette von Geuder gen. Pagensteiner (1767–1844). Er heiratete 1824 Wilhelmine Buderus von Carlshausen (1801–1825), die Tochter des Kriegsrates und Kammerpräsidenten Karl Friedrich von Buderus. Aus der Ehe ging ein Sohn hervor.
Er besuchte das Gymnasium in Hanau und studierte 1819 bis 1823 in Göttingen und Marburg Rechtswissenschaften. 1823 war er Referendar am Hanauer Obergericht und 1827 bis 1829 Attaché an der kurfürstlichen Gesandtschaft in Paris. Zwischen 1829 und 1834 war er auf eigenen Wunsch beurlaubt und studierte zwei Semester Geschichte an der Universität Heidelberg. Von 1834 bis 1839 war er Legationssekretär an der kurhessischen Gesandtschaft in Wien, ab 1838 mit dem Titel eines Legationsrats. 1839 bis 1840 war er Geschäftsträger in Wien und 1840 bis 1842 in München. Von 1842 bis 1846 diente er als außerordentlicher Gesandter und Bevollmächtigter des Kurfürsten in Berlin. Seit 1844 trug er den Titel eines Geheimen Legationsrates.
1846 wurde er erst mit der Versehung des Außenministeriums betraut und dann regulärer Außenminister. Die Märzrevolution führte zur Bildung einer Märzregierung unter Bernhard Eberhard mit Wilhelm Schenck zu Schweinsberg als Außenminister und von Dörnberg wurde in den Wartestand versetzt. 1853 trat er in den Ruhestand.
Von 1833 bis 1835 war er Mitglied der Kurhessischen Ständeversammlung für die Ritterschaft des Schwalmbezirks.

## Auszeichnungen
1833 wurde er zum kurhessischen Kammerherren ernannt. Dörnberg war Kommandeur 2. Klasse des Hausordens vom Goldenen Löwen, Ritter des Johanniterordens und Großkreuz des belgischen Leopoldsordens.